# 加伊夫西克 (布斯克區)
50°3′57″N 24°40′46″E / 50.06583°N 24.67944°E
加伊夫西克（烏克蘭語：Гаївське），是烏克蘭西部的村莊，隸屬利維夫州的佐洛奇夫區。該村面積0.67平方公里，海拔高度225米，2001年人口189，人口密度每平方公里282.09人。